# Lupillo Rivera
Guadalupe Rivera Saavedra (Long Beach, California, 30 de enero de 1972), conocido como Lupillo Rivera, es un cantautor mexicoestadounidense. Como intérprete, se especializa en música regional mexicana.

## Biografía y carrera
Nació en Long Beach, California. Sus padres son Rosa Amelia Saavedra, originaria de Hermosillo, Sonora, y Pedro Rivera, originario de La Barca, Jalisco. Se graduó en 1990 de Poly High School en Long Beach, California. Pensando en seguir una carrera como administrador de empresas, en 1990 se hizo mánager de una pequeña disquera, que fundó su padre, llamada Cintas Acuario. Este fue su primer y único trabajo relacionado con la Industria Discográfica, en esta etapa conoció a su amigo Chalino Sánchez y fue así como decidió grabar su primer disco en 1993, que marcó el inicio de su carrera.
En 2002, se convirtió en el primer artista mexicano-angelino en llenar el Anfiteatro Universal y presentó sus éxitos acompañado de banda, conjunto norteño y Mariachi. En 2009, ganó el Grammy en la categoría de mejor álbum de banda por su disco Esclavo y Amo. En 2003 y 2004, debutó en la televisión en las telenovelas infantiles mexicanas Alegrijes y Rebujos y Amy, la niña de la mochila azul, interpretando a un director de espectáculos llamado Lupillo.
En 2011 participó en la telenovela Una maid en Manhattan junto a Litzy y Eugenio Siller para la cadena Telemundo.
En 2019, fue coach en el reality show de talento llamado La Voz para TV Azteca, desempeñándose como entrenador de la competencia, en dicho programa fue el ganador junto a Fátima Domínguez quien sería la participante ganadora, posterior participó en la primera edición Senior de La Voz.  En 2021, marco su regreso a las telenovelas en una actuación especial en una telenovela de la cadena Telemundo.
En 2022 participa como juez en El retador para TelevisaUnivision; y en 2024 es integrante del reality show La casa de los famosos en Telemundo, donde fue finalista y obtuvo el 3.er lugar de posiciones. Al año siguiente, volvió a participar en la edición All-Stars del reality, donde abandonó el juego en la decimotercera semana.

## Discografía
- 1995 – Silueta de cristal
- 1995 – Selena, la estrella
- 1996 – Y Sigue la vendimia
- 1997 – Corridos de fregadera y media
- 1998 – Gabino barrera
- 1999 – El moreño
- 1999 – Puros corridos macizos
- 2000 – El toro de corridos
- 2001 – El señor de los cielos
- 2001 – Y sigue la Vendimia
- 2001 – Cartel de Tijuana
- 2001 – Veinte mujeres
- 2001 – Despreciado
- 2001 – Sufriendo a solas
- 2002 – Amorcito corazón
- 2002 – Los hermanos más buscados
- 2003 – De bohemia con Lupillo Rivera
- 2004 – Con mis propias manos
- 2004 – Pa' corridos
- 2005 – El rey de las cantinas
- 2006 – Entre copas y botellas
- 2007 – Mi homenaje a Pedro Infante
- 2007 – Desde una fiesta privada
- 2008 – En acústico
- 2008 – El tiro de gracia
- 2009 – Tu esclavo y amo
- 2010 – 24 horas
- 2017 - El Malo
- 2020 - Borracho de primera
- 2020 - De regreso al ruedo

## Televisión

### Apariciones en telenovelas
- 2011 Una maid en Manhattan (Telemundo) - Él mismo (actuación especial)
- 2013 Libre para amarte (Televisa) - Él mismo (actuación coestelar)
- 2015 Amores con trampa (Televisa) - Él mismo (actuación coestelar)
- 2021 La suerte de Loli (Telemundo) - Él mismo (Actuación especial)[10]

### Realitys shows
- 2019 La Voz (TV Azteca) - Coach (Ganador)[11]
- 2019 La Voz Senior (TV Azteca) - Coach
- 2022 El retador (Univision) - Juez[12]
- 2024 La casa de los famosos (Telemundo) - Él mismo[13]
- 2025 La casa de los famosos All-Stars (Telemundo) - Él mismo[14]

## Premios y nominaciones

### Premios Grammy
Los Premios Grammy son entregados anualmente por la Academia de Grabación de los Estados Unidos. Rivera ha recibido un premio de tres nominaciones.
| Año  | Trabajo                | Categoría                      | Resultado |
| ---- | ---------------------- | ------------------------------ | --------- |
| 2008 | Entre Copas y Botellas | Mejor álbum de música de banda | Nominado  |
| 2009 | El Tiro de Gracia      | Mejor álbum de música de banda | Nominado  |
| 2010 | Tu Esclavo y Amo       | Mejor álbum de música de banda | Ganador   |

### Premios Grammy Latinos
Los Grammy Latinos (es decir, los Latin Grammy Awards), son galardones otorgados por la Academia Latina de Artes y Ciencias de la Grabación. Rivera ha recibido tres nominaciones.
| Año  | Trabajo                                     | Categoría                               | Resultado |
| ---- | ------------------------------------------- | --------------------------------------- | --------- |
| 2004 | Live! en Concierto – Universal Amphitheatre | Mejor álbum de música de banda          | Nominado  |
| 2005 | Con Mis Propias Manos                       | Mejor álbum de música de banda          | Nominado  |
| 2006 | El Rey de las Cantinas                      | Mejor álbum de música ranchera/mariachi | Nominado  |